# Mongoliets flag
Mongoliets nationalflag består af tre lodrette bjælker. To røde på hver side af en blå. Den røde farve symboliserer kærlighed og sejr mens den blå farve er mongoliets national farve. På den venstre røde bjælke ses symbolet det gule symbol soyombo, et gammelt mongolsk tegn, bestående af mange små symboler. Farven gul er et tegn på uforanderligt venskab. Tegnet på flaget er faktisk et bogstav i alfabetet soyombo, som blev udviklet i 1686 af den mongolske munk Bogdo Zanabazar, fordi der manglede et mongolsk alfabet. Det kan også bruges til at skrive tibetansk og sanskrit.
Symbolet soyombo, det som er på flaget, består af følgende små tegn:
Flamme: Æteren
Cirkel: Vand
Firkant: Jord
Trekant: Ild
Måne og sol: Luft
I midten ses også tajitu eller yin og yang symbolet (kinesisk:阴阳).
Forholdet er 1:2. Flaget blev taget i brug den 12 februar 1992.

## Ældre Mongolske flag
Den Mongolske Folkerepubliks flag (1949-1992) havde også en socialistisk stjerne over soyombo. Denne blev dog fjernet efter Sovjet Unionens fald.
Flaget fra '24 - '40 havde ingen blå stribe. derimod var soyombo blå, og stod i midten.
 Flaget fra '21 har hverken blå stribe eller soyombo, derimod har det "sol og måne" symbolet, der er hentet fra Soyombo.